# Молисейл, Хаво
Хаво Молисейл (англ. Havo Molisale, 9 июня 1962, Мало, Новые Гебриды, Великобритания — 23 февраля 2016, Эспириту-Санто, Вануату) — государственный деятель Вануату, и.о. министра иностранных дел Вануату (2015—2016).

## Биография
С 2008 г. — член парламента Вануату.
- 2008—2012 гг.  — министр сельского хозяйства, рыболовства, лесного хозяйства и карнатина,
- 2012—2015 гг. — первый заместитель спикера парламента,
- 2015—2016 гг. — и.о. министра иностранных дел.

В феврале 2016 г. занимал пост второго вице-спикера парламента Вануату.
Являлся лидером партии Nagriamel movement. 